# Forge Rossell
La forge Rossell (catalan : Farga Rossell), située dans la paroisse de La Massana, fut la dernière forge à la catalane construite en Andorre, mais aussi la dernière à fermer ses portes.
Les travaux de construction par la famille Rossell d'Ordino débutèrent en 1842 et s'achevèrent en 1845. La production de fer s'est ensuite poursuivie jusqu'à la fermeture de la forge en 1876 du fait de la concurrence des hauts fourneaux.
La forge a été entièrement restaurée par le ministère de la culture et abrite aujourd'hui le « Centre d’interprétation du fer », musée consacré à l'industrie métallurgique en Andorre à la fin du XIXe siècle. On peut y voir une reconstitution d'un atelier de forge et assister à une démonstration de façonnage du fer au marteau et au martinet.
La forge Rossell est également située à l'entrée de la « route du fer d'Ordino » qui la relie au village de Llorts et à son ancienne mine de fer.

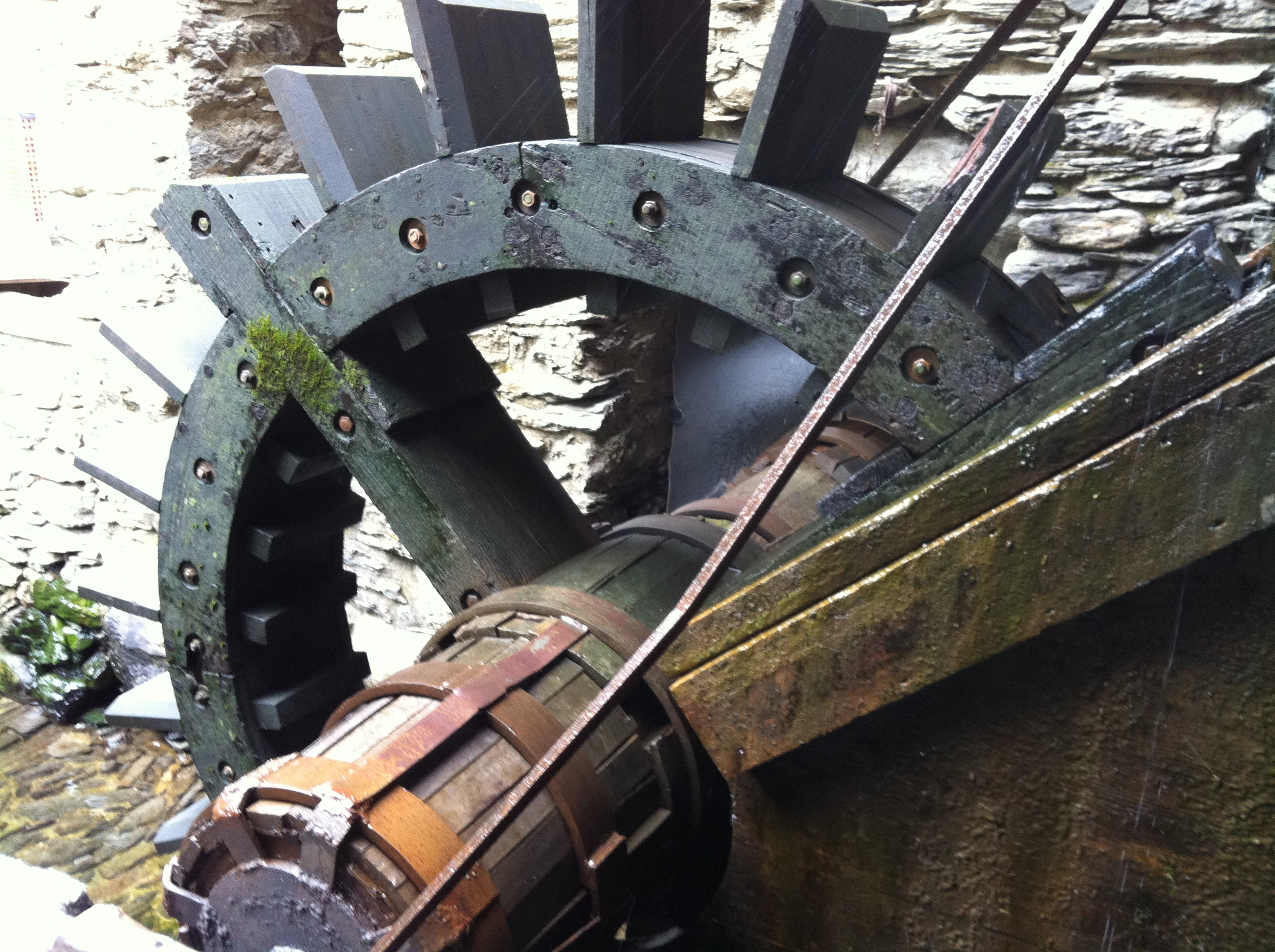
La forge Rossell